# Kalat
Kalat ou Qalat (en ourdou : قلات signifiant « forteresse ») est une ville historique de la province du Baloutchistan au Pakistan. Elle est la capitale du district de Kalat. C'est une zone de peuplement brahouie.

## Histoire
En 1947 Kalat était un État princier c’est-à-dire un État qui n’a pas réussi à choisir entre l'Inde et le  Pakistan mais il fut rapidement annexé par le Pakistan car il était entouré par ce dernier en 1955.

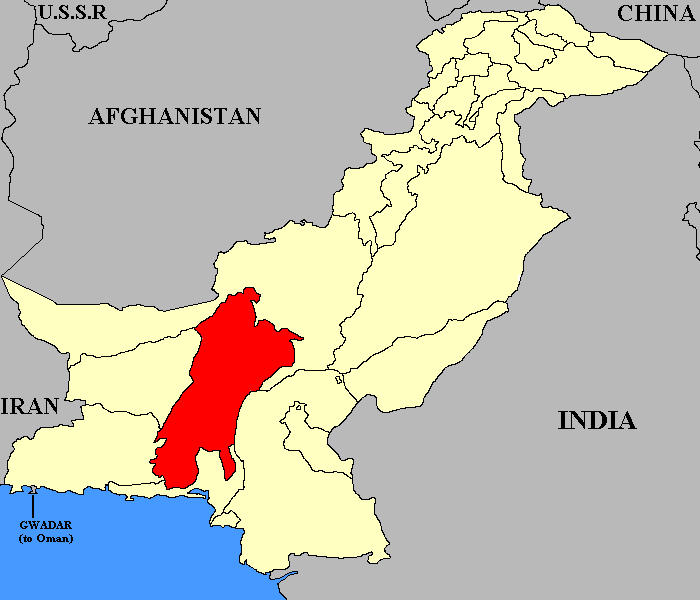
Carte du Pakistan avec l’État princiers du Kalat en rouge avant son annexion en 1955

Située au centre de la principale aire de peuplement des tribus brahouies, la ville fut la capitale d'un khanat brahui du XVIe siècle jusqu'en 1955.
Liste des khans de Kalat de 1794 à 1955 :
- 1794-1821 Mahmoud-Khan Ier
- 1821-1839 Mohammed-Mehrab-Khan II
- 1839 Naïb-Mullahassan
- 1839-1840 Shah-Nawaz-Khan
- 1840-1857 Hussein-Nasser-Khan II
- 1857-1863 Khoudodad-Khan (1838-1893)
- 1863-1864 Sherdil-Khan (+1864)
- 1864-1893 Khoudodad-Khan (rétabli)
- 1893-1931 Mahmoud-Khan II (1864-1931)
- 1931-1933 Mohammed-Azam-Yan-Khan (+1933)
- 1933-1955 Ahmed-Yar-Khan (1904-1979)

On trouve au sein de la ville un temple hindou, alors qu'une petite minorité de cette religion y vit encore.

## Démographie
La population de la ville a été multipliée par plus de cinq entre 1972 et 2017 selon les recensements officiels, passant de 6 481 habitants à 36 864. Entre 1998 et 2017, la croissance annuelle moyenne s'affiche à 2,6 %, un peu supérieure à la moyenne nationale de 2,4 %.
|            | 1972 (rec.) | 1981 (rec.) | 1998 (rec.) | 2017 (rec.) |
| ---------- | ----------- | ----------- | ----------- | ----------- |
| Population | 6 481       | 11 037      | 22 646      | 36 864      |

## Monuments
- Temple de Kali